# Yves Saint-Martin
Ne doit pas être confondu avec Yves Hélory de Kermartin.
Yves Saint-Martin, né le 8 septembre 1941 à Agen, Lot-et-Garonne, est considéré comme un des plus grands jockeys français.

## Biographie
Après des débuts dans l'écurie de l'entraîneur François Mathet le 15 septembre 1955, il gagne sa première course le 26 juillet 1958 sur Royalic (poulain de Mme Volterra) à l'hippodrome du Tremblay qui était situé à Champigny-sur-Marne (remplacé par la suite par le Parc du Tremblay), là-même où débuta Freddy Head en 1964. Au total, il engrange 3314 victoires (dont 3275 en France) en 1987 (dont 134 victoires en Groupe I, ce qui constitue également le record français). À titre de comparaison, Lester Piggott cumule un total de 4493 trophées, Freddy Head en comptabilise 2937 comme jockey.
Avec de fort diverses montures, il se construisit un palmarès inégalé : La Sega, Reliance, Nelcius, Danseur, Tapalque, Match II, Sassafrás, Rescousse, Allez France, Pawneese, Madelia, Acamas, Top Ville, Sagace, Exceller, Darshaan, Mouktar, Natroun, Relko, Rheingold, Dahlia, Sumayr...
Quadruple vainqueur du Prix de l'Arc de Triomphe, l'épreuve reine des courses, il la remporte en 1970, 1974, 1982 et 1984.
Passionné de golf, il a présidé l'AFIG (Association Française des Internationaux Golfeurs) de 1990 à 2017. Il a ainsi remporté en 2008 le 1er Master de Golf des Champions à Saint-Raphaël (ainsi que Valescure et L'Estérel), devant une pléiade de plus de 80 anciens grands sportifs français de très haut niveau, ce durant trois jours de compétition. Il est également passionné de chasse et de voitures (anciennes et de prestige).
Marié avec Michèle en 1964, il est le père du jockey français Éric Saint-Martin, qui remporte notamment le Prix de l'Arc de Triomphe en 1993 avec Urban Sea.

## Palmarès sélectif
- Première victoire en décembre 1958 sur l'hippodrome du Tremblay à Champigny-sur-Marne (France) à l'âge de 17 ans.
- Dernière victoire en 1987 à Osaka (Japon) à l'âge de 46 ans.
- 3314 victoires dont 134 en courses de Groupe I :

 France
- Prix de l'Arc de Triomphe – 4 – Sassafrás (1970), Allez France (1974), Akiyda (1982), Sagace (1984)
- Prix du Jockey Club – 9 – Reliance (1965), Nelcius (1966), Tapalque (1968), Sassafrás (1970), Acamas (1978), Top Ville (1979), Darshaan (1984), Mouktar (1985), Natroun (1987)
- Prix de Diane – 5 – La Sega (1962), Rescousse (1972), Allez France (1973), Pawneese (1976), Madelia (1977)
- Poule d'Essai des Poulains – 5 – Adamastor (1962), Relko (1963), Zeddaan (1968), Melyno (1982), No Pass No Sale (1985)
- Poule d'Essai des Pouliches – 7 – Solitude (1961), La Sega (1962), Pola Bella (1968), Koblenza (1969), Allez France (1973), Madelia (1977), Masarika (1984)
- Grand Prix de Paris – 4 – Reliance (1965), Danseur (1966), Exceller (1976), Sumayr (1985)
- Grand Prix de Saint-Cloud – 7 – Relko (1964), Rheingold (1972, 1973), Dahlia (1974), Shakapour (1980), Akarad (1981), Strawberry Road (1985)
- Prix d'Ispahan – 7 – La Sega (1962), Jour et Nuit III (1964), Silver Shark (1966), Zeddaan (1968), La Troublerie (1973), Allez France (1974), Crystal Glitters (1983))
- Prix Saint-Alary – 6 – Solitude (1961), La Sega (1962), Tonnera (1966), Saraca (1969), Madelia (1977), Grise Mine (1984)
- Prix Rothschild – 4 – Breloque (1960), Tamouré (1965), Cover Girl (1966), Gay Style (1974), Carolina Moon (1976)
- Prix du Cadran – 5 – Waldmeister (1965), Danseur (1967), Récupéré (1974), Buckskin (1977, 1978)
- Prix Vermeille – 7 – Golden Girl (1963), Casaque Grise (1967), Saraca (1969), Allez France (1973), Paulista (1974), Sharaya (1983), Darara (1986)
- Prix Ganay – 6 – Relko (1964), Taj Dewan (1968), Rheingold (1973), Allez France (1974, 1975), Sagace (1985)
- Prix Marcel Boussac – 3 – Allez France (1972), Theia (1975), Aryenne (1979)
- Prix Morny – 3 – Solitude (1960), Amber Rama (1969), Broadway Dancer (1974)
- Prix Royal-Oak – 4 – Relko (1963), Reliance (1965), Sassafrás (1970), Denel (1982)
- Prix de la Forêt – 2 – Faraway Son (1971), African Sky (1973)
- Prix Jacques Le Marois – 3 – Dictus (1971), Lianga (1974), Flying Water (1977)
- Prix Lupin – 2 – Acamas (1978), Top Ville (1979)
- Prix Jean Prat – 2 – Melyno (1982), Ginger Brink (1983)
- Prix du Moulin de Longchamp – 3 – Pola Bella (1968), Faraway Son (1971), Gravelines (1976)
- Prix de la Salamandre – 1 – Noblequest (1984)
- Prix Jean-Luc Lagardère – 1 – Danishkada (1986)
- Prix Robert Papin – 4 – Zeddaan (1967), Amber Rama(1969), Lianga (1973), Masarika (1983)

 Royaume-Uni
- Derby d'Epsom – 1 – Relko (1963)
- Oaks d'Epsom – 2 – Monade (1962), Pawneese (1976)
- 2000 guinées – 1 – Nonoalco (1974)
- 1000 guinées – 2 – Altesse Royale (1971), Flying Water (1976)
- St. Leger Stakes – 1 – Crow (1976)
- Champion Stakes – 3 – Flying Water (1977), Vayrann (1981), Palace Music (1984)
- King George VI and Queen Elizabeth Diamond Stakes – 2 – Match II (1962), Pawneese (1976)
- Coronation Cup – 2 – Dicta Drake (1962), Relko (1964)
- King's Stand Stakes – 2 – Amber Rama (1970), Flirting Around (1975)
- Coronation Stakes – 1 – Kesar Queen (1976)
- Haydock Sprint Cup – 1 – Lianga (1975)
- July Cup – 1 – Lianga (1975)
- Nunthorpe Stakes – 1 – Last Tycoon (1986)

 Irlande
- Irish Derby – 1 – English Prince (1974)

 Italie
- Grand Prix de Milan – 1 – Rouge Sang (1976)

 Allemagne
- Preis von Europa – 1 – Sumayr (1985)

 États-Unis
- Breeders' Cup Turf – 1 – Lashkari (1984)
- Hollywood Derby – 1 – Charming Duke (1985)
- Breeders' Cup Mile – 1 – Last Tycoon (1986)
- Washington, D.C. International – 1 – Match II (1962)

 Canada
- E.P. Taylor Stakes – 1 – Khariyda (1987)

## Distinctions et décorations

### Décorations officielles
- Chevalier de la Légion d'honneur (8 avril 2012), remise par Gérard Larcher alors président du Sénat,
- Chevalier de l’Ordre national du Mérite (1971),
- Officier de l'Ordre du Ouissam alaouite (1971)  Maroc.

### Prix
- Il a remporté à 15 reprises la Cravache d'or (1960 (année de la création du prix), 1962, 1963, 1964, 1965, 1966, 1967, 1968, 1969, 1973, 1974, 1975, 1976, 1981, et 1983), récompensant le jockey ayant obtenu le plus de victoires dans l'année
- Il a remporté à 8 reprises la Cravache d’argent (2e place au classement des victoires).
- Prix "Colombel-Claude Foussier" de l'Académie des sports en 1971 pour son action en faveur du monde équestre.

## Divers

### Accident
Le 5 décembre 1977 sur la RN 16, il rentre de boîte de nuit à 5 heures du matin où il vient de fêter le début des vacances hivernales avec son copain Thierry Le Luron. Il est heurté violemment par un véhicule venant d’en face, en pleine manœuvre de dépassement. Son véhicule perd la roue avant gauche et vient s’immobiliser sur la voie de gauche. Un quatrième véhicule vient percuter l’avant droit de son véhicule. Ce second accident fait deux morts : le père et le mari d'une femme, elle-même gravement blessée. Le SAMU transporte Yves Saint-Martin et son épouse à l’hôpital. Son alcoolémie est de 1,4 g par litre de sang. Il est conduit à la prison de Pontoise. Il y passe six jours avant d’être libéré. Lors du procès au tribunal, il est attribué 50 % de responsabilité à chacun des protagonistes[réf. nécessaire].

### Jeu
- Yves Saint-Martin: La Casaque d'or (jeux de société)